# Créances
Pour les articles homonymes, voir Créance et Lettres de créance.
Cet article possède des paronymes, voir Cérences et Créhange (homonymie).
Créances est une commune française, située dans le département de la Manche en région Normandie, peuplée de 2 079 habitants.

## Géographie

### Localisation
Créances est une commune littorale de la Manche en Basse-Normandie. Dotée d'une plage de sable fin et d'un estran permettant la pêche à pied de coques (Cerastoderma edule) et lançons, Créances est la commune la plus peuplée du canton de Lessay (au recensement de 2011). Le territoire se compose de paysages variés : landes, dunes, havre…
La plage « Printania » toute de sable fin, peu fréquentée, permet baignades et bains de soleil. Depuis quelques années, un camping et des bungalows de bois attirent de nombreux touristes hollandais et allemands. Centre agricole, Créances devient de plus en plus un lieu de villégiature. De nombreuses familles s'y installent chaque été depuis la fin des années 1990. Deux restaurants, un centre commercial, une pharmacie, plusieurs boutiques (boulangeries, pâtisseries, marchand de journaux, charcutier-traiteur…), des gîtes ruraux et des villas à louer facilitent l'accueil des touristes.
| Mer de la Manche (havre de Saint-Germain-sur-Ay) | Mer de la Manche (havre de Saint-Germain-sur-Ay), Lessay | Lessay      |
| Mer de la Manche                                 | Créances                                                 | Lessay      |
| Pirou                                            | Pirou                                                    | La Feuillie |

### Hydrographie
La commune est située dans le bassin Seine-Normandie. Elle est drainée par la Goutte, le Hocquet, le Dun et le Fieu,,.

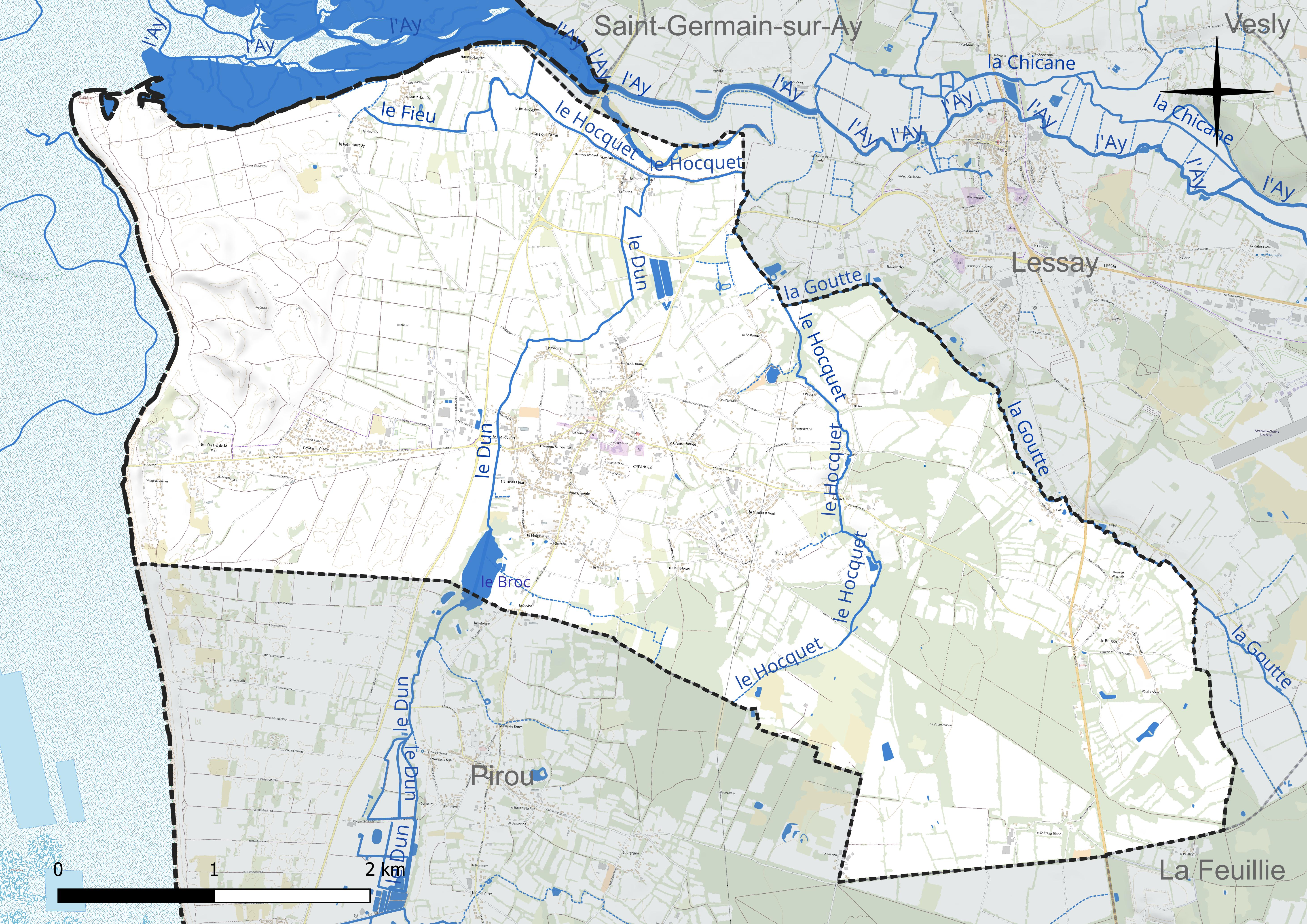
Réseau hydrographique de Créances.

Un plan d'eau complète le réseau hydrographique : le Broc, d'une superficie totale de 8,2 ha (7,1 ha sur la commune),.

### Climat
Pour des articles plus généraux, voir Climat de la Normandie et Climat de la Manche.
En 2010, le climat de la commune est de type climat océanique franc, selon une étude du CNRS s'appuyant sur une série de données couvrant la période 1971-2000. En 2020, Météo-France publie une typologie des climats de la France métropolitaine dans laquelle la commune est exposée à un climat océanique et est dans la région climatique  Normandie (Cotentin, Orne), caractérisée par une pluviométrie relativement élevée (850 mm/a) et un été frais (15,5 °C) et venté. Parallèlement le GIEC normand, un groupe régional d’experts sur le climat, différencie quant à lui, dans une étude de 2020, trois grands types de climats pour la région Normandie, nuancés à une échelle plus fine par les facteurs géographiques locaux. La commune est, selon ce zonage, exposée à un « climat maritime », correspondant au Cotentin et à l'ouest du département de la Manche, frais, humide et pluvieux, où les contrastes pluviométrique et thermique sont parfois très prononcés en quelques kilomètres quand le relief est marqué.
Pour la période 1971-2000, la température annuelle moyenne est de 11,2 °C, avec une amplitude thermique annuelle de 11,1 °C. Le cumul annuel moyen de précipitations est de 917 mm, avec 14 jours de précipitations en janvier et 7,2 jours en juillet. Pour la période 1991-2020, la température moyenne annuelle observée sur la station météorologique la plus proche, située sur la commune de Gouville-sur-Mer à 12 km à vol d'oiseau, est de 12,2 °C et le cumul annuel moyen de précipitations est de 844,8 mm,. Pour l'avenir, les paramètres climatiques de la commune estimés pour 2050 selon différents scénarios d’émission de gaz à effet de serre sont consultables sur un site dédié publié par Météo-France en novembre 2022.

## Urbanisme

### Typologie
Au 1er janvier 2024, Créances est catégorisée bourg rural, selon la nouvelle grille communale de densité à sept niveaux définie par l'Insee en 2022.
Elle est située hors unité urbaine et hors attraction des villes,.
La commune, bordée par la Manche, est également une commune littorale au sens de la loi du 3 janvier 1986, dite loi littoral. Des dispositions spécifiques d’urbanisme s’y appliquent dès lors afin de préserver les espaces naturels, les sites, les paysages et l’équilibre écologique du littoral, tel le principe d'inconstructibilité, en dehors des espaces urbanisés, sur la bande littorale des 100 mètres, ou plus si le plan local d’urbanisme le prévoit.

### Occupation des sols
L'occupation des sols de la commune, telle qu'elle ressort de la base de données européenne d’occupation biophysique des sols Corine Land Cover (CLC), est marquée par l'importance des territoires agricoles (70,6 % en 2018), en diminution par rapport à 1990 (76,2 %). La répartition détaillée en 2018 est la suivante : zones agricoles hétérogènes (28,2 %), terres arables (24,6 %), prairies (17,8 %), forêts (13,2 %), zones urbanisées (7,2 %), milieux à végétation arbustive et/ou herbacée (5 %), zones humides intérieures (1,7 %), zones industrielles ou commerciales et réseaux de communication (1,3 %), espaces ouverts, sans ou avec peu de végétation (0,6 %), zones humides côtières (0,4 %). L'évolution de l’occupation des sols de la commune et de ses infrastructures peut être observée sur les différentes représentations cartographiques du territoire : la carte de Cassini (XVIIIe siècle), la carte d'état-major (1820-1866) et les cartes ou photos aériennes de l'IGN pour la période actuelle (1950 à aujourd'hui).

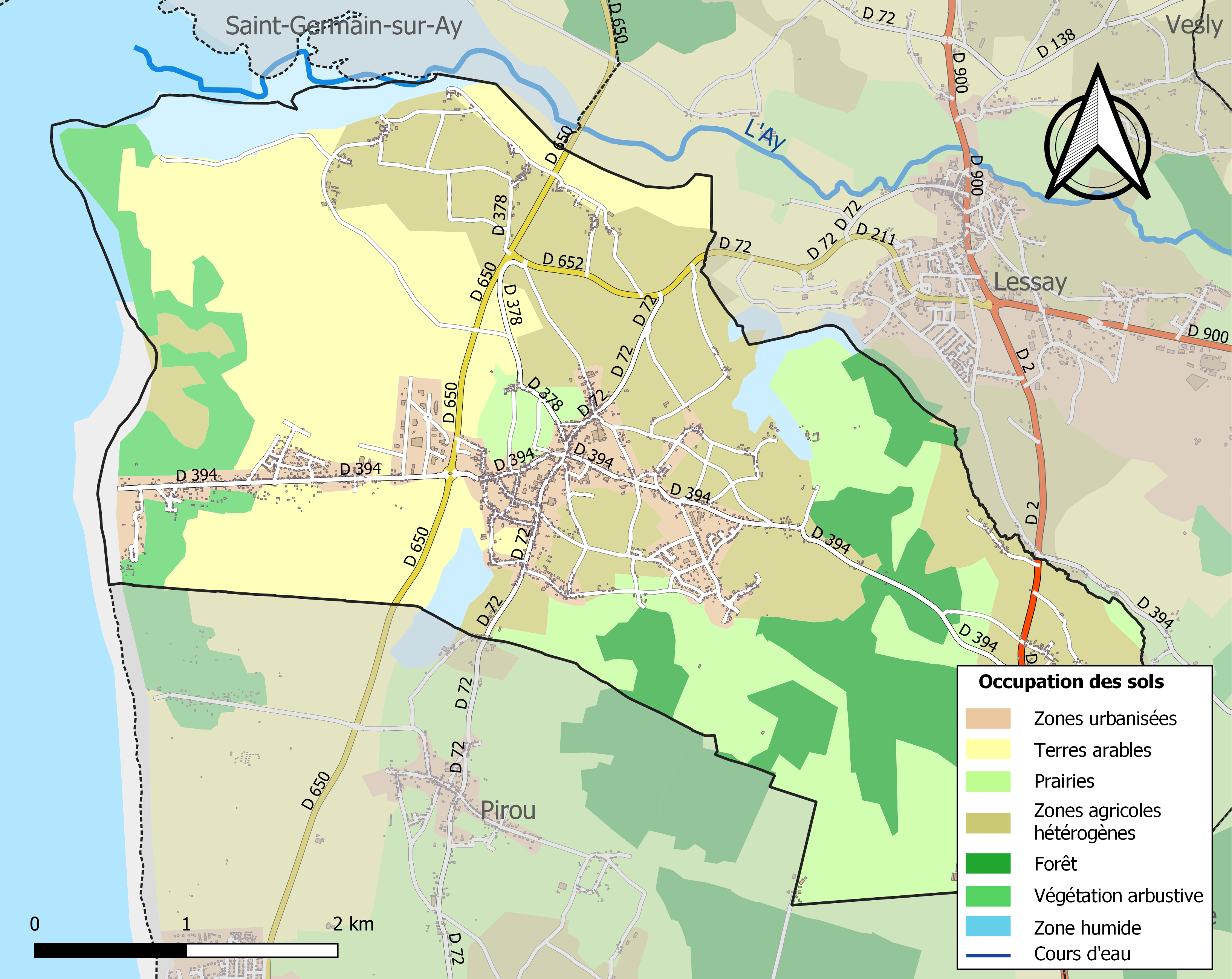
Carte des infrastructures et de l'occupation des sols de la commune en 2018 (CLC).

## Toponymie
Le nom de la localité est attesté sous les formes Crienciæ en 1056, Crientiis entre 1035 et 1066, Crientiæ en 1144, Dionis[us] de Crienciis en 1176, ecclesia de Crienciis entre 1185 et 1188, Criences entre 1172 et 1189, Crienches vers 1190, Criencie en 1235, Crienciis en 1288, ecclesia de Crienchiis en 1332, parrochia de Creenciis en 1332, Crienches en 1377, Creances en 1418, Creances en 1427, en 1634 et en 1635, Créences en 1677, Creance enre 1791 et 1792, Créances en 1793 et en 1801, la Créance en 1804.
Le toponyme pourrait être issu de l'anthroponyme gallo-romain Crientius ou encore du substantif bas latin credentia selon François de Beaurepaire, repris par René Lepelley qui ajoute qu'il signifie « confiance », sens qu'avait originellement l'ancien français créance et qui reste en français actuel l'une des significations de ce mot. François de Beaurepaire pense à une station militaire gallo-romaine destinée à assurer la surveillance de la côte du Cotentin, alors que René Lepelley considère ainsi que Créances aurait été « la cité à laquelle on pouvait se fier ». Ernest Nègre propose, comme Albert Dauzat, une explication par un nom de personne suivi d'un appellatif hypothétique sous-entendu : *Credentias (*terras) « les terres de *Credentius » qui rend compte du fait que toutes les attestations anciennes sont au pluriel, ce qui en revanche s'accorde plutôt mal avec l'hypothèse credentia « confiance ».
Le gentilé était Crianchais, selon l'ancienne prononciation normande Crianche, alors qu'officiellement c'est aujourd'hui Créançais.

## Histoire
Certains historiens et la tradition populaire[Lesquels ?] font remonter la création de Créances au naufrage au début du Moyen Âge d'un navire portugais sur la côte. Les marins et leurs compagnes seraient restés dans les marais. Ce qui expliquerait les particularités du patois local, parfois très différent du normand parlé aux alentours. Longtemps, les femmes créançaises étaient vêtues de noir et on trouvait bon nombre d'habitants à la peau mate, les yeux noirs et les cheveux bruns. Mais aucun document écrit n'a jamais pu confirmer cette tradition. En outre, il existe de nombreux villages côtiers où sont racontées des histoires analogues le long des côtes de la Manche, aussi bien en Normandie, en Bretagne qu'en Angleterre ou en Irlande et cela pour expliquer le type foncé supposé de ses habitants, la légende se réfère le plus souvent à des Espagnols de l'invincible armada ayant échoué sur ses côtes ou encore à des Italiens, comme dans le quartier du Pollet à Dieppe. Mais aucune preuve tangible ne vient étayer ces dires.
Créances relevait du comté de Mortain. Au XIe siècle il y avait un marché et une foire annuelle.
On trouve au début du XVe siècle un certain Foulque IV Paynel, baron de Hambye et de Bricquebec, seigneur de Chanteloup, de Moyon, de Créances, d'Apilly (Saint-Senier-sous-Avranches), du Merlerault et de Gacé, puissant seigneur de Normandie, chevalier banneret qui regroupe sous ses armes, quatre bacheliers et de dix à quatorze écuyers. Son frère Nicole Paynel lui succédera.
Louis-Ferdinand de Perrochel (1749-1818) tenant de la vicomté de Créances se ralliera au nouveau régime. En 1791, il fait l'acquisition de l'abbaye de Lessay. Il sera arrêté mais sauvé par la mort de Robespierre, et rejoindra le Vivarais.
Longtemps sous la domination des vicomtes de Créances qui avaient sur le territoire délégation de haute-justice, la vie était rude pour les Créançais. Des terres marécageuses, une mer parfois difficile et des chemins peu praticables faisaient de ces lieux un endroit pauvre et les conditions de vie y étaient difficiles. En 1786 le registre paroissial (archives de la Manche) fait état de 34 décès, 49 en 1787 et 41 en 1788.
Peu à peu, les techniques évoluant, l'agriculture s'organisa et les conditions de vie s'améliorèrent, arrêtant l'exode des jeunes gens et faisant du village un centre agricole florissant.
Il subsiste peu de vestiges de ce passé difficile. Jusque dans les années 1920, on pouvait voir les ruines de l'« auditoire » (tribunal) et de la prison seigneuriale (lieu-dit la Comté). L'église, souvent reconstruite, abrite un bel autel baroque en bois polychrome et un très beau bas-relief d'albâtre de l'époque médiévale. Le manoir de Bellée, ancienne résidence des comtes de Créances, garde des traces architecturales des XVIe et XVIIe siècles, notamment un somptueux colombier à étages situé au milieu de la cour d'honneur, une chapelle (XVIIe siècle) et la grange certainement construite au Moyen Âge, qui permettait de recevoir les marchandises reçues au titre des impôts dus au seigneur. À l'intérieur du manoir, un bel escalier du XVIIe siècle subsiste avec sa rampe d'origine, ainsi que de grandes cheminées. Ailleurs sur le territoire de la commune, se trouvent les vestiges du moulin comtal.
À la création des cantons, Créances est chef-lieu de canton. Ce canton est supprimé lors du redécoupage cantonal de l'an IX (1801). Un canton de Créances est à nouveau créé en mars 2015.

## Politique et administration

### Administration municipale
| Période                                  | Période   | Identité                  | Étiquette             | Qualité |
| ---------------------------------------- | --------- | ------------------------- | --------------------- | --- |
| Les données manquantes sont à compléter. |           |                           |                       | |
| 1800                                     | 1813      | Jean Regnault dit Lesprès |                       | |
| 1813                                     | 1816      | Pierre Philippe           |                       | |
| 1816                                     | 1823      | Georges Letouzé           |                       | |
| 1823                                     | 1835      | Julien Moulin             |                       | |
| 1835                                     | 1839      | Jean Lemoigne             |                       | |
| 1839                                     | 1843      | Pierre Pottier            |                       | |
| 1843                                     | 1846      | Gilles Legruel            |                       | |
| 1846                                     | 1865      | François Lelaidier        |                       | |
| 1865                                     | 1881      | Nicolas Larose            |                       | |
| 1881                                     | 1895      | Louis Galuski             |                       | Avocat, propriétaire du château de la Lande Conseiller général de Lessay (1886 → 1889)                                                           |
| 1895                                     | 1896      | Jacques Jacquet           |                       | |
| 1896                                     | mai 1900  | Aimable Desheulles        |                       | |
| mai 1900                                 | mai 1904  | Jean-Baptiste Moulin      |                       | |
| mai 1904                                 | mai 1935  | Auguste Larose            |                       | |
| mai 1935                                 | 1945      | Henri Isabet              | SFIO                  | Commerçant |
| 1945                                     | 1953      | Ernest Lefebvre           |                       | |
| 1953                                     | 1955      | Louis Anne                |                       | |
| 1955                                     | 1960      | Julien Dauvin             |                       | |
| 1960                                     | mars 1971 | Jean Fer                  |                       | |
| mars 1971                                | mars 1983 | Lucien Legueltel          | PS                    | Inspecteur divisionnaire de la PJ en retraite |
| mars 1983                                | En cours  | Henri Lemoigne            | RPR puis UMP puis DVD | Cadre d'établissement public retraité Président de la CC du canton de Lessay (1997 → 2008) Président de la CC Côte Ouest Centre Manche ( → 2017) |

Le conseil municipal est composé de dix-neuf membres dont le maire et cinq adjoints.

## Démographie
L'évolution du nombre d'habitants est connue à travers les recensements de la population effectués dans la commune depuis 1793. Pour les communes de moins de 10 000 habitants, une enquête de recensement portant sur toute la population est réalisée tous les cinq ans, les populations de référence des années intermédiaires étant quant à elles estimées par interpolation ou extrapolation. Pour la commune, le premier recensement exhaustif entrant dans le cadre du nouveau dispositif a été réalisé en 2008.
En 2022, la commune comptait 2 079 habitants, en évolution de −4,15 % par rapport à 2016 (Manche : −0,31 %, France hors Mayotte : +2,11 %).
Créances a compté jusqu'à 2 414 habitants en 1821.
| 1793  | 1800  | 1806  | 1821  | 1831  | 1836  | 1841  | 1846  | 1851  |
| ----- | ----- | ----- | ----- | ----- | ----- | ----- | ----- | ----- |
| 1 940 | 1 910 | 1 989 | 2 414 | 2 343 | 2 350 | 2 327 | 2 308 | 2 280 |

| 1856  | 1861  | 1866  | 1872  | 1876  | 1881  | 1886  | 1891  | 1896  |
| ----- | ----- | ----- | ----- | ----- | ----- | ----- | ----- | ----- |
| 2 233 | 2 195 | 2 150 | 2 105 | 2 021 | 2 018 | 2 101 | 2 080 | 1 966 |

| 1901  | 1906  | 1911  | 1921  | 1926  | 1931  | 1936  | 1946  | 1954  |
| ----- | ----- | ----- | ----- | ----- | ----- | ----- | ----- | ----- |
| 1 974 | 1 831 | 1 837 | 1 673 | 1 749 | 1 732 | 1 688 | 1 722 | 1 960 |

| 1962  | 1968  | 1975  | 1982  | 1990  | 1999  | 2006  | 2008  | 2013  |
| ----- | ----- | ----- | ----- | ----- | ----- | ----- | ----- | ----- |
| 2 131 | 2 033 | 1 933 | 1 935 | 1 926 | 2 014 | 2 111 | 2 140 | 2 207 |

| 2018  | 2022  | - | - | - | - | - | - | - |
| ----- | ----- | - | - | - | - | - | - | - |
| 2 105 | 2 079 | - | - | - | - | - | - | - |

## Économie
Dans la Manche, la ville de Créances est nommée « le pays de la carotte » car il y a de moins en moins de maraîchers dans cette ville. La carotte de Créances est connue pour son goût sucré dû à son implantation dans les « mielles » (champs de sable).

## Culture locale et patrimoine

### Lieux et monuments

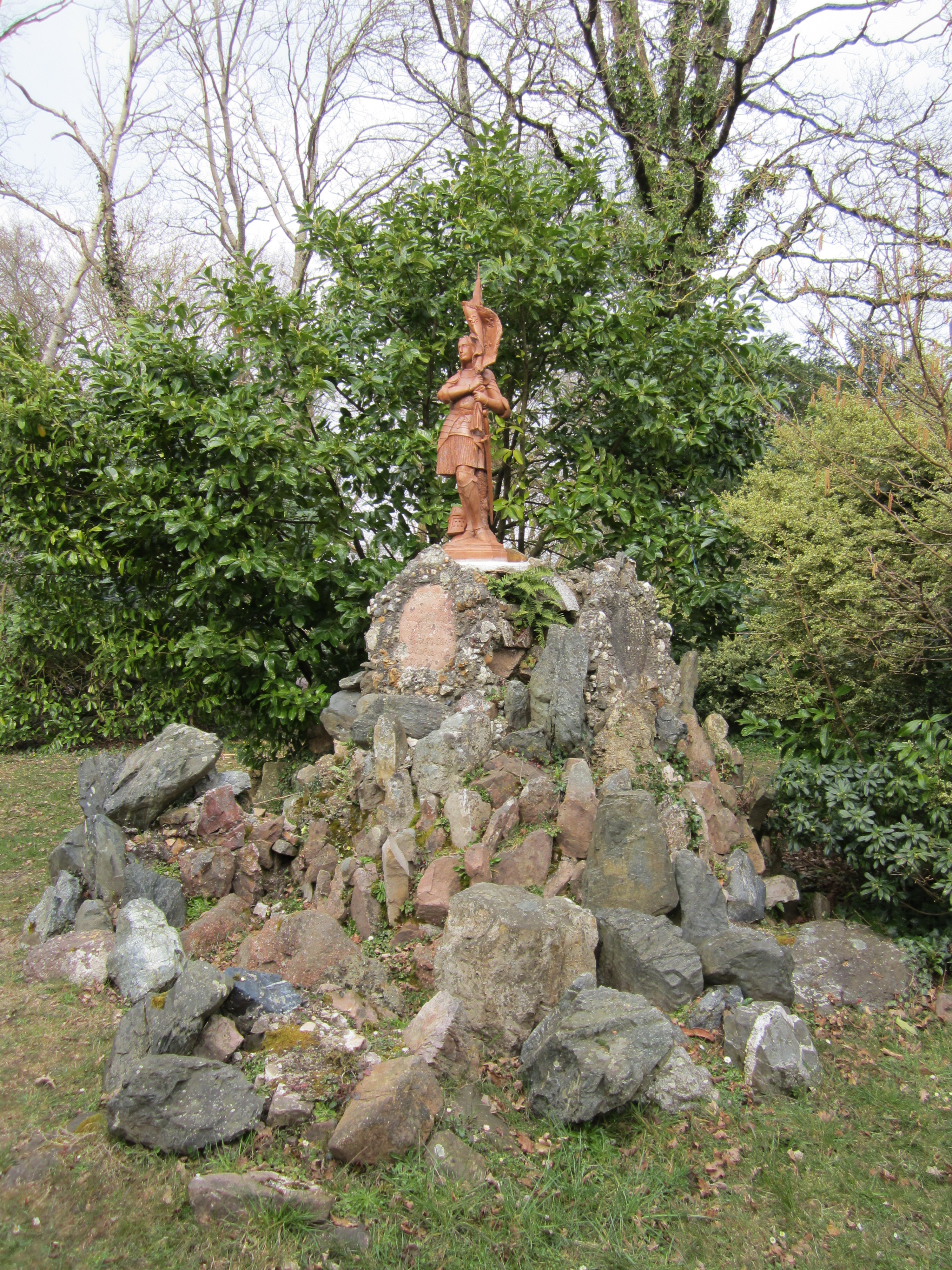
Le rocher Jeanne d'Arc de la Chapelle Notre-Dame-du-Buisson.

Panorama 270° de la plage de Créances, appelée aussi « Printania-Plage », avec les dunes.

- Église Sainte-Trinité des XIe, XVe, XIXe – XXe siècles et son clocher fortifié avec mâchicoulis placé à côté d'un transept. Elle a été entièrement rénovée, fenêtres et contreforts refaits, cadran solaire sur un transept, modillons romans sur l'abside.

Elle abrite un groupe sculpté Saint Michel terrassant le démon du XVe) classé au titre objet aux monuments historiques, un bas-relief de la Crucifixion du XVIe, un maître-autel en bois polychrome du XVIIIe siècle, les tableaux représentant la Sainte-trinité du XVIe et saint Michel du XVIIIe, une verrière du XXe de Chapuis et Ripeau.
- Chapelle Notre-Dame-du-Buisson du XIXe siècle.
- Calvaire du XIXe siècle.
- Oratoire de Notre-Dame-de-Lourdes.
- Château Blanc du XIXe siècle, au Buisson. Il fut la possession de Louis Galuski (1817-1903), avocat, écrivain, maire et conseiller général de 1886 à 1889[46].
- Ferme-manoir de Bellée des XVIIe – XVIIIe siècles avec colombier dans la cour d'honneur, chapelle et grange.
- Havre de Lessay, pointe du Becquet.
- Dunes.
- Étang du Brocq.
- Étang du Hocquet.

Pour mémoire
- Ancien corps de garde de Créances[55].

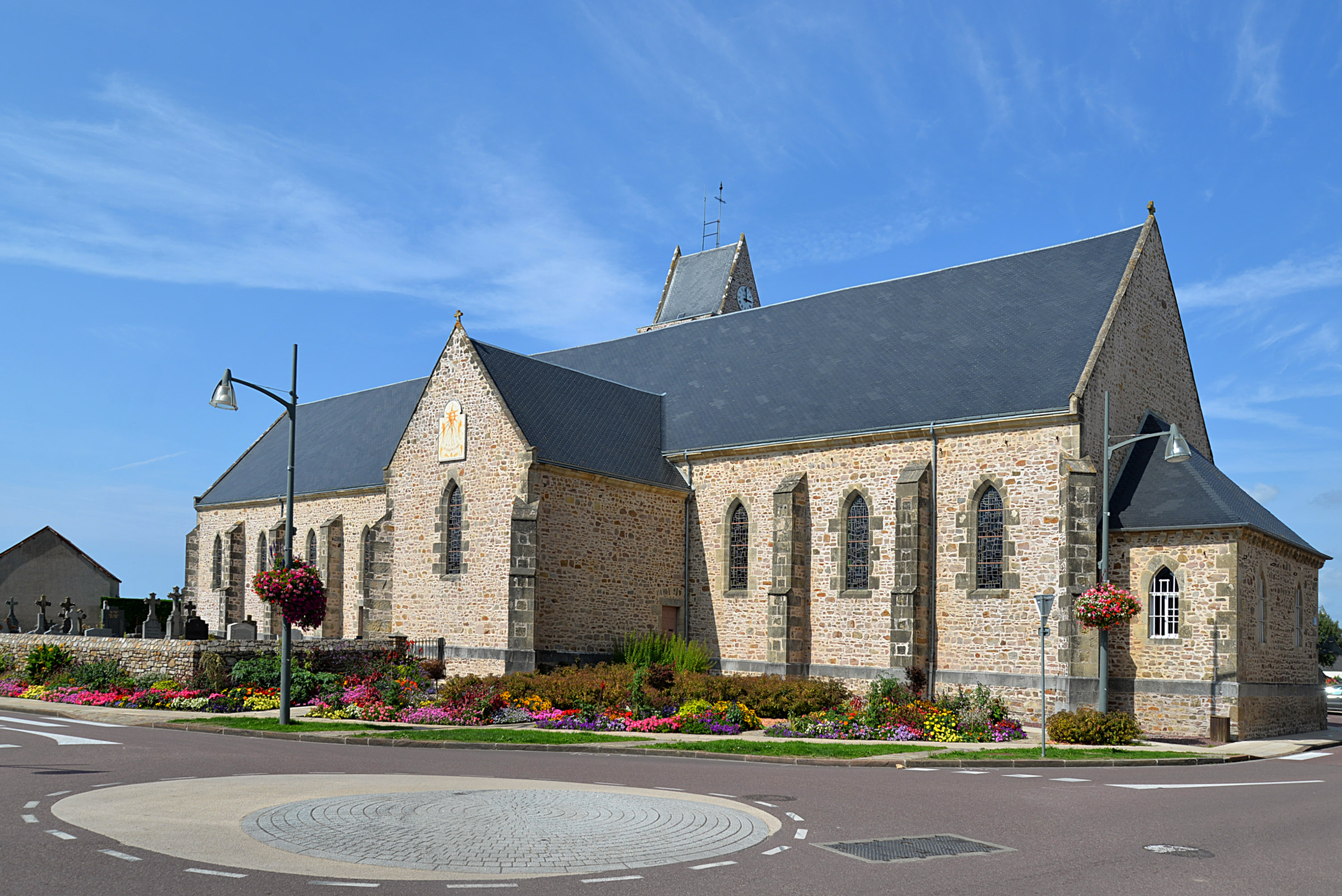
L’église de la Sainte-Trinité.
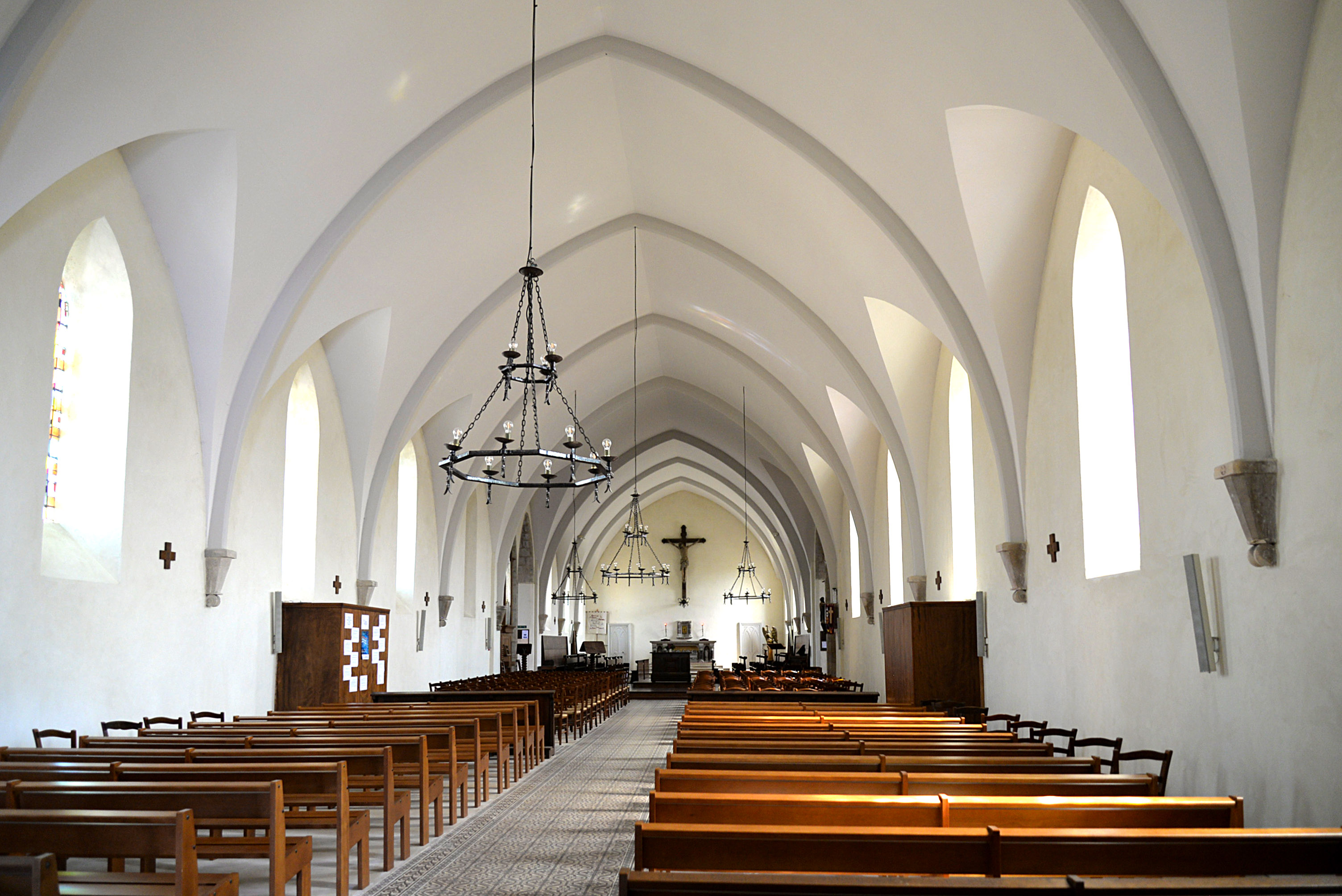
La nef de l’église de la Sainte-Trinité.
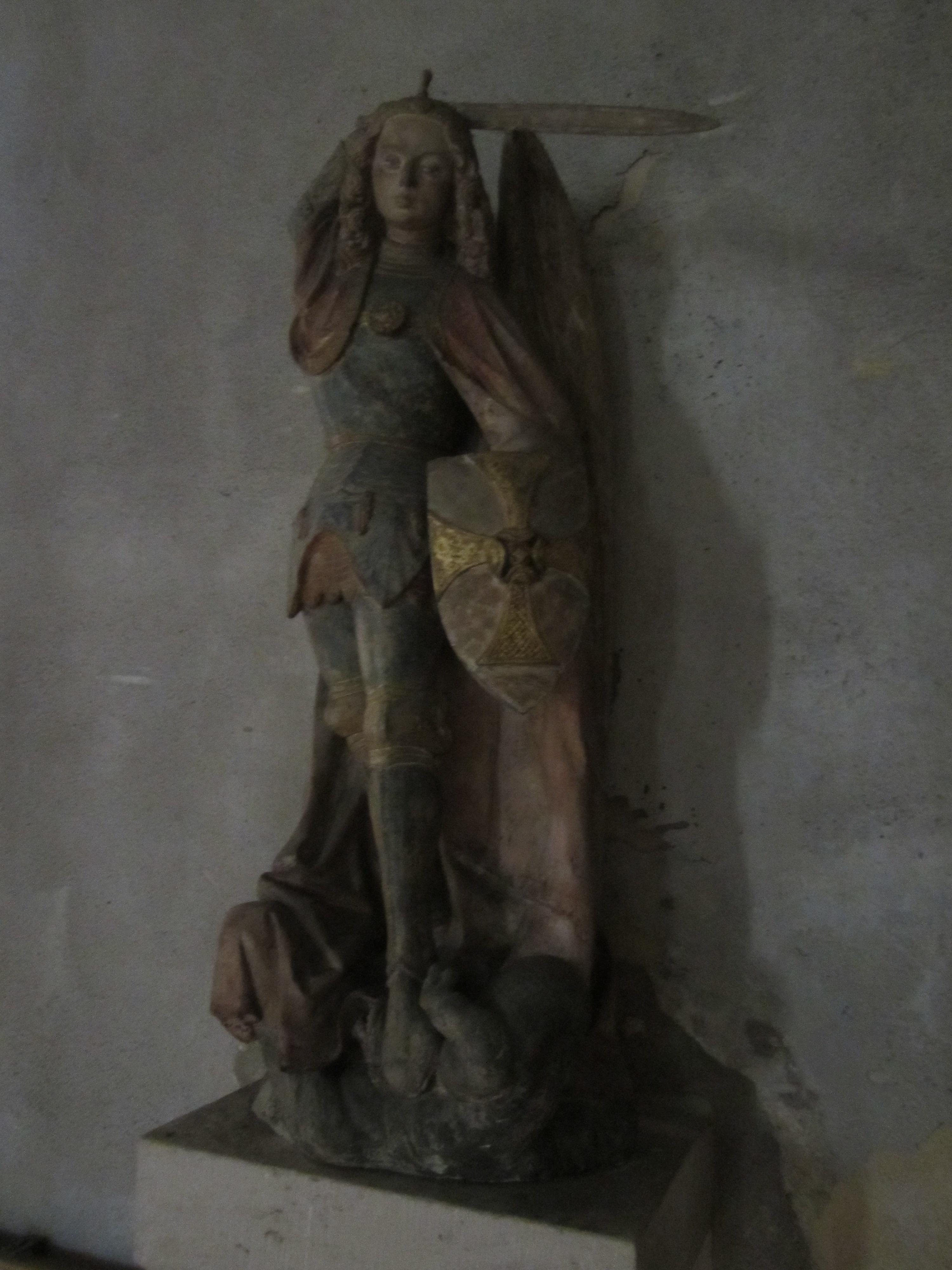
La statue de saint Michel terrassant le démon.
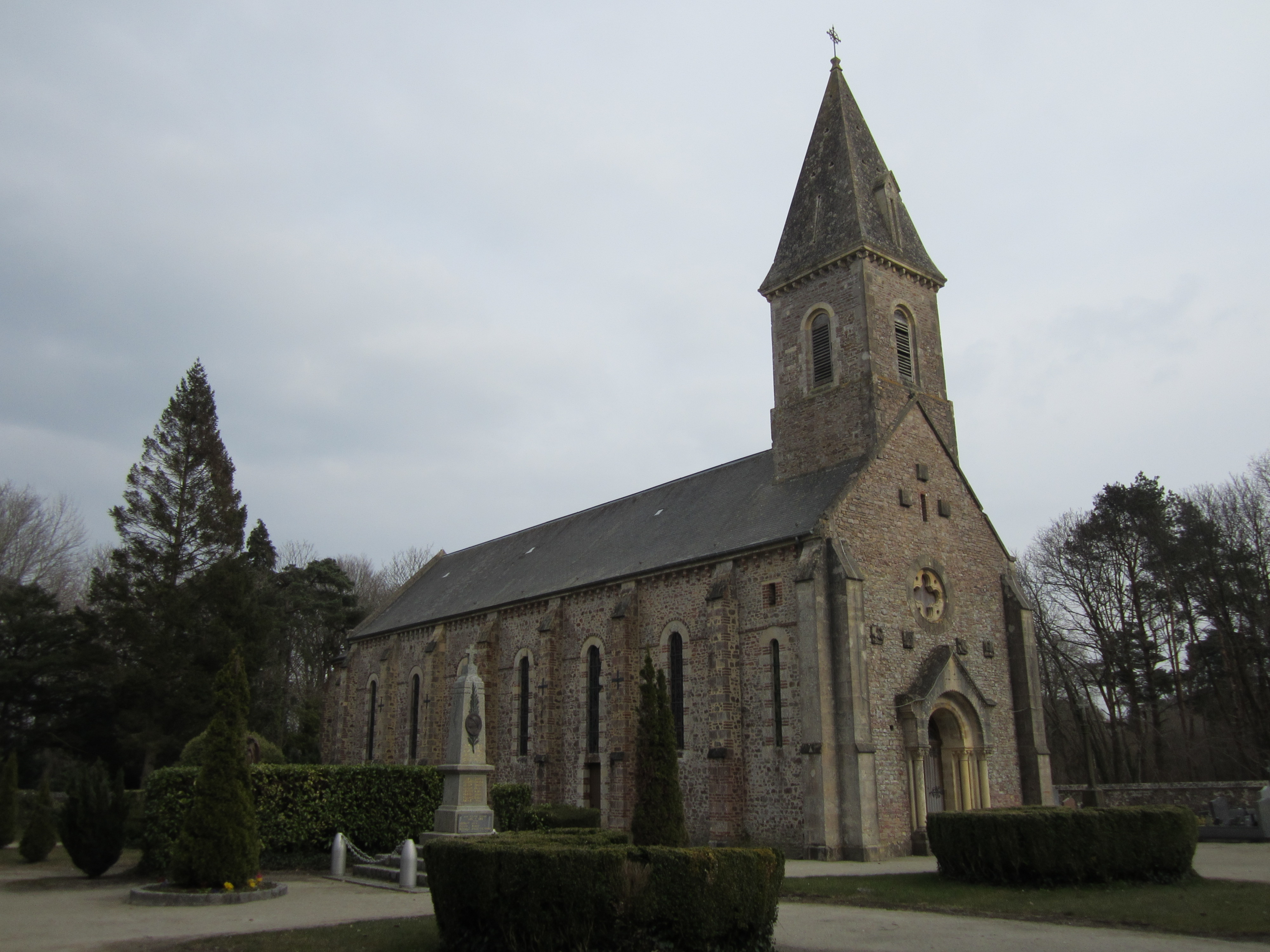
La chapelle Notre-Dame-du-Buisson.
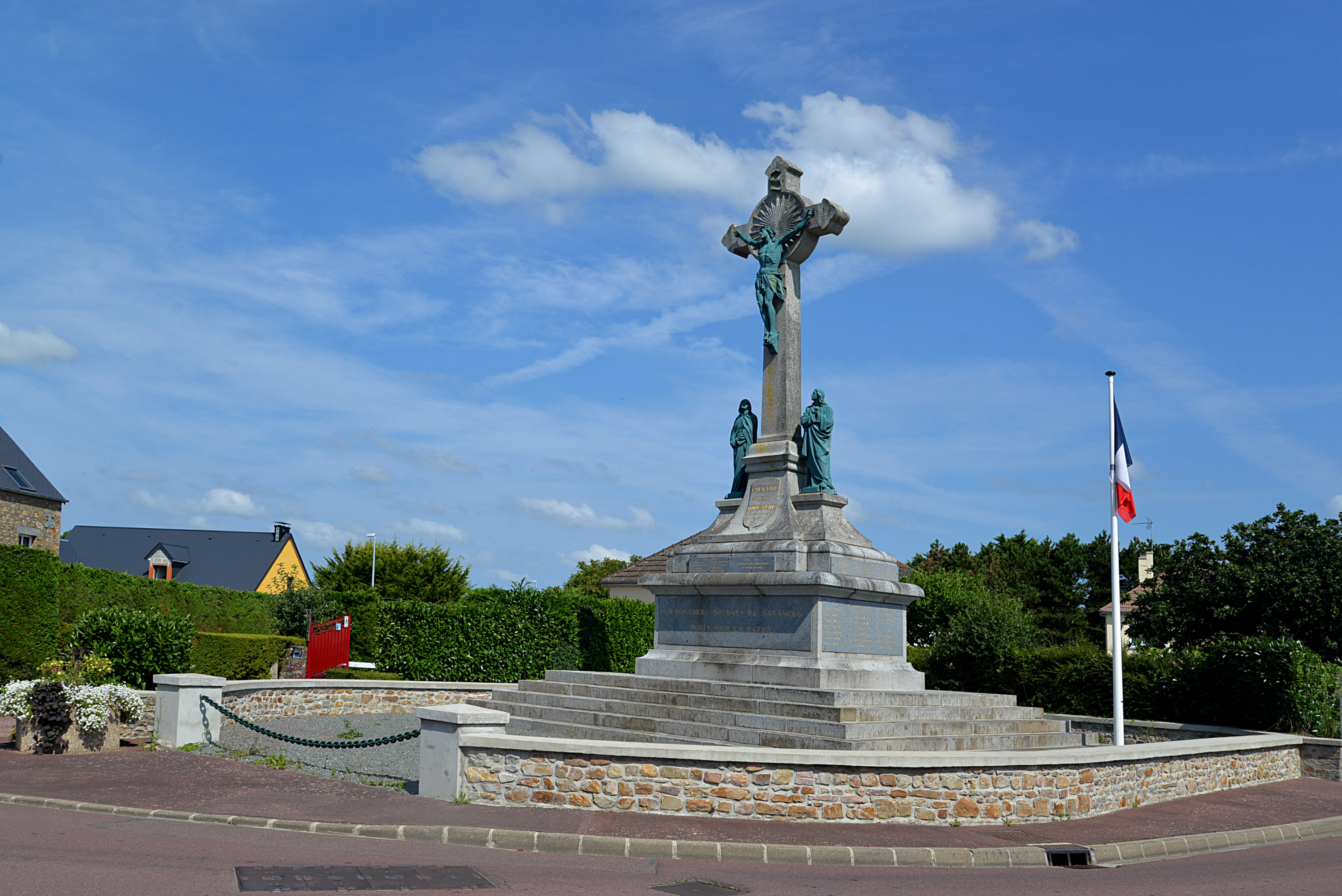
Le monument aux morts.

### Sports
Créances Sports fait évoluer trois équipes de football en divisions de district.

### Manifestations
Créances a sa fête de la carotte qui se déroule toujours le deuxième samedi d'août. Lors de cette fête, le grand Maitre de la confrérie des mangeurs de carottes intronise des personnes vivant à Créances et ayant aidé à la culture maraichère. Cette fête attire des curieux de toute la région et de nombreux touristes s'y rendent depuis quelques années. Vide-greniers, camelots, rôtisseries traditionnelles normandes, attractions se déroulent toute la journée du lever du soleil à tard dans la nuit.
Le hameau du Buisson célèbre chaque année en juillet la Sainte-Anne. Après une messe traditionnelle, souvent agrémentée par les trompettes d'une fanfare, le maire, entouré de la population et des anciens combattants de l'agglomération, rend hommage aux soldats tombés sur le champ d'honneur. Puis un vin d'honneur, un grand repas pris en commun et des attractions attirent de nombreux Créançais.